# Mike Black
Michael David Black (Auburn, 24 agosto 1964) è un ex giocatore di football americano statunitense che ha militato nel ruolo di offensive tackle nella National Football League (NFL).

## Carriera
Black fu scelto nel corso del nono giro (237º assoluto) del Draft NFL 1986 dai Seattle Seahawks. Tuttavia non vi giocò mai, firmando nel 1986 con i Philadelphia Eagles con cui disputò una sola partita. L'anno seguente, l'ultimo nel football professionistico, passò ai New York Giants con cui giocò due partite.